# S-23 180mmカノン砲

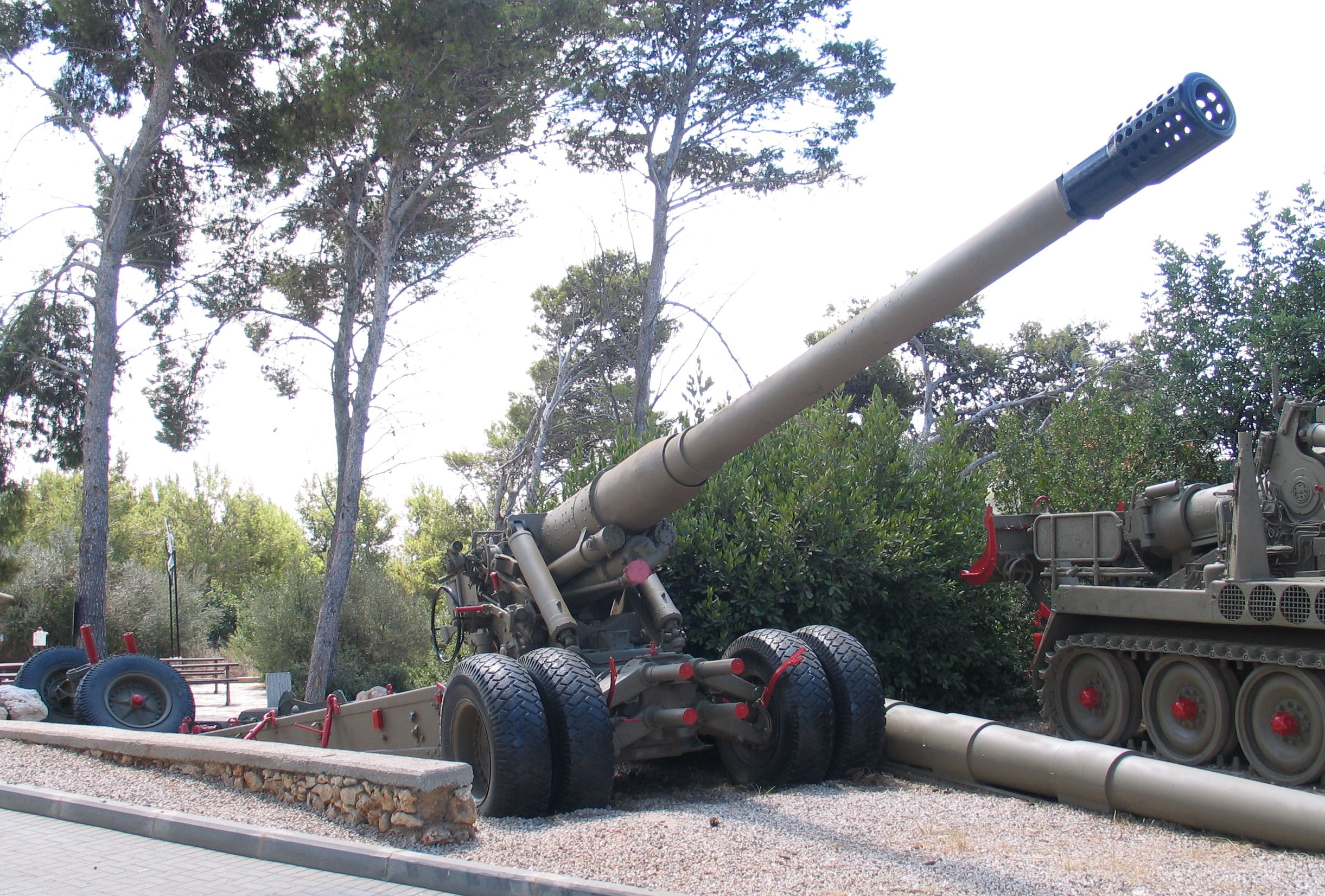
S-23 180mmカノン砲

180mmカノン砲S-23（ロシア語：180-мм пушка С-23）とは、ソビエト連邦が1956年に開発した重カノン砲である。

## スペック
- 口径：180mm
- 全長：10.48m
- 全幅：2.99m
- 重量：21450kg
- 砲身長：8800mm（49口径）
- 仰俯角：-2°~+50°
- 左右旋回角：44°
- 運用要員：16名
- 発射速度：1発/分（最大）、1発/2分（連続射撃時）
- 射程：30400m（標準榴弾）/43800m（ロケット補助推進弾）